# Венгерский кризис (1905—1906)

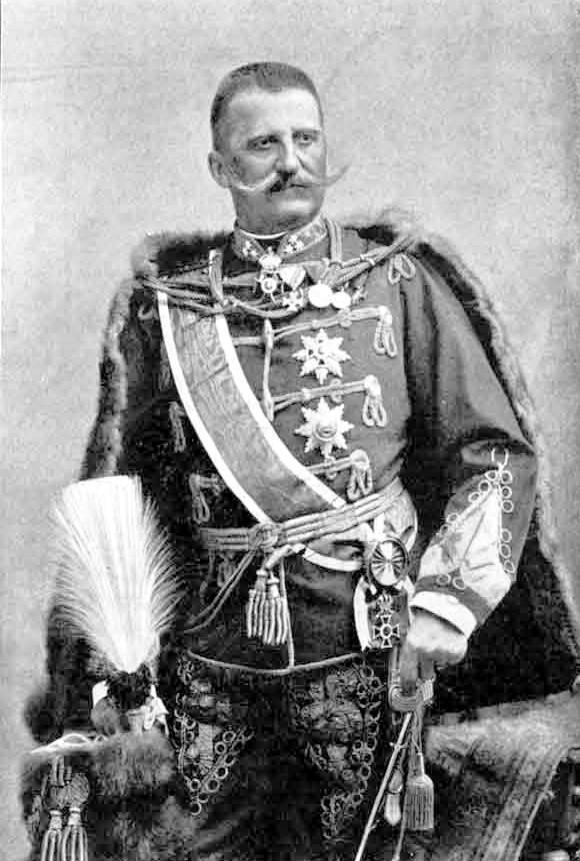
Гёза Фейервари

Венгерский кризис (нем. Ungarische Krise, венг. Magyarországi belpolitikai válság) — острое внутриполитическое противостояние в Транслейтании (Австро-Венгрия) между императором Францем Иосифом (который одновременно являлся королём Венгрии Ференцем Йожефом), сторонниками Габсбургов и Венгерской либеральной партией с одной стороны и Венгерской партией независимости с другой в 1905—1906 годах.
В результате выборов в парламент Транслейтании, прошедших в январе 1906 года, Либеральная партия впервые со времени заключения Австро-венгерского соглашения утратила большинство, которое перешло к Партии независимости Ференца Кошута. Центральным пунктом спора стал вопрос об официальном языке Австро-венгерской армии (которым был немецкий). Не достигнув соглашения, сформировавшаяся парламентская коалиция декларировала создание собственных вооруженных сил. В Вене хорошо понимали, что разрушение единой армии означает и крушение государства и пошли на управление венгерской части империи правительством Иштвана Тисы без опоры на парламент, что привело к тяжелому конституционному кризису.
18 июня 1905 года вопреки мнению оппозиции главой кабинета Транслейтании назначен генерал Гёза Фейервари. Оппозиция заявила, что новое правительство является антиконституционным, поскольку не предложено какой-либо парламентской коалицией. Фейервари прибег к практике, использовавшейся в Цислейтании — отсрочиванию созыва сессий парламента и управления при помощи чрезвычайных постановлений, именем короля. Оппозиция провозгласила начало «национального сопротивления правительству жандармов», в отдельных местах Венгрии отмечались отказы от призыва в армию и уплаты налогов. Министр внутренних дел Йожеф Кристоффи ответил на неповиновение жесткими полицейскими мероприятиями. Начался переход на сторону парламентской коалиции большинства части депутатов из фракции Либеральной партии, которая в результате получила 3/4 голосов.
Фейервари подал в отставку, однако она была отклонена королём. Протесты стали нарастать и приобрели социальный характер, начали фиксироваться требования повышения заработной платы. Под влиянием Русской революции на промышленных и сельскохозяйственных предприятиях развернулось забастовочное движение.

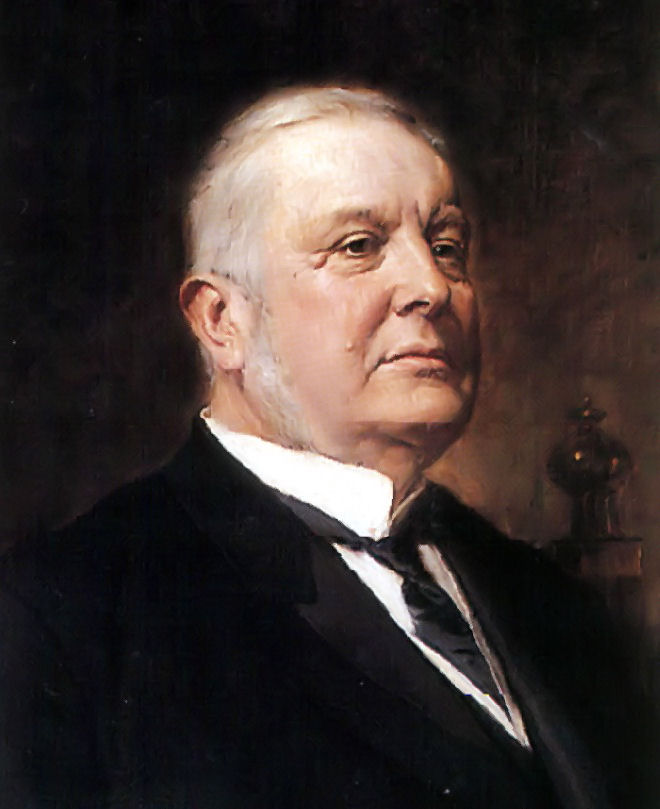
Шандор Векерле

Кристоффи, фактически принявший на себя функции главы правительства, начал переговоры с левыми либералами и социал-демократами, которым обещал проведение реформ в области избирательного права и социальной политики. Перспектива введения в Венгрии всеобщего избирательного права вызвала беспокойство со стороны мадьярской аристократии. В военном министерстве в Вене начальник генерального штаба Фридрих фон Бек-Ржиковский начал разработку планов силового подавления протестов. 19 февраля 1906 года верные правительству гонведы заняли здание парламента. Одновременно настроения населения и чиновничества стали склоняться в пользу компромисса. Была достигнута договоренность о формировании нового правительства под руководством известного государственного деятеля Шандора Векерле, уже занимавшего пост премьер-министра в 1892—1895 годах. 8 апреля 1906 года Фейервари подал в отставку.